# Більшовик (Запоріжжя)
«Більшовик» (Запоріжжя) — український радянський футбольний клуб, що існував у Запоріжжі у 1945—1948 роках.

## Історія
Футбольний клуб «Більшовик» був заснований у Запоріжжі у 1945 році.
У 1946 році команда виграла чемпіонат і кубок Запорізької області і таким чином потрапила на республіканський рівень — чемпіонат УРСР серед КФК 1946 року, вигравши спочатку південну групу, а потім посівши четверте місце у фінальному етапі
На сезон 1947 року клуб потрапив на національний рівень, зігравши в українській зоні другої групи чемпіонату СРСР, посівши передостаннє, 12-е місце.
На початку 1948 року клуб приєднався до іншого місцевого колективу «Локомотив», який і замінив «Більшовик» в іграх другого дивізіону чемпіонату СРСР.

## Досягнення
- Чемпіонат Запорізької області:
Чемпіон (1): 1946
- Кубок Запорізької області:
Володар (2): 1946, 1947